# Epitaph (album King Crimson)
Epitaph è un cofanetto di quattro dischi o due CD che contiene registrazioni live e radiofoniche dei King Crimson. I volumi 1 e 2 erano inizialmente disponibili nei negozi di dischi al dettaglio, con incluso un volantino contenente le istruzioni per ottenere i volumi 3 e 4 tramite corrispondenza. I quattro volumi  sono stati pubblicati originariamente nel 1997, poi ridistribuiti nel 2006 come due set da due dischi ciascuno dalla DGM Live.

## Tracce

### Disco uno
- Le tracce 1-4 sono registrate alla BBC nel 1969 [La traccia 4 contaiene l'introduzione alla traccia 5]
- Le tracce 5-7 sono registrate a Fillmore East, New York, Stati Uniti d'America, il 21 novembre 1969
- Le tracce 8-11 sono registrate a Fillmore West, San Francisco, Stati Uniti d'America, 13 dicembre 1969

1. "21st Century Schizoid Man"  – 7:06
contiene:
  - "Mirrors"
2. "The Court of the Crimson King" (McDonald, Sinfield)  – 6:27
contiene:
  - "The Return of the Fire Witch"
  - "The Dance of the Puppets"
3. "Get Thy Bearings" (Donovan Leitch)  – 5:59
4. "Epitaph"  – 7:08
contiene:
  - "March for No Reason"
  - "Tomorrow and Tomorrow"
5. "A Man, A City"  – 11:41
6. "Epitaph"  – 7:42
contiene:
  - "March for No Reason"
  - "Tomorrow and Tomorrow"
7. "21st Century Schizoid Man"  – 7:16
contiene:
  - "Mirrors"
8. "Mantra"  – 3:47
9. "Travel Weary Capricorn"  – 3:15
10. "Improv - Travel Bleary Capricorn"  – 2:23
11. "Mars" (Gustav Holst)  – 8:53

### Disco due
- Registrato a Fillmore West, San Francisco, Stati Uniti d'America, 14 dicembre 1969

1. "The Court of the Crimson King" (McDonald, Sinfield)  – 7:13
contiene:
  - "The Return of the Fire Witch"
  - "The Dance of the Puppets"
2. "Drop In" (Fripp, Giles, Lake, McDonald)  – 5:14
3. "A Man, A City"  – 11:19
4. "Epitaph"  – 7:31
contiene:
  - "March for No Reason"
  - "Tomorrow and Tomorrow"
5. "21st Century Schizoid Man"  – 7:37
contiene:
  - "Mirrors"
6. "Mars" (Holst)  – 9:42

### Disco tre
Registrato a Plumpton Racetrack, Streat, Regno Unito, 9 agosto 1969
1. "21st Century Schizoid Man"  – 7:14
contiene:
  - "Mirrors"
2. "Get Thy Bearings" (Leitch)  – 10:32
3. "The Court of the Crimson King" (McDonald, Sinfield)  – 6:43
contiene:
  - "The Return of the Fire Witch"
  - "The Dance of the Puppets"
4. "Mantra"  – 8:46
5. "Travel Weary Capricorn"  – 3:57
6. "Improv"  – 8:54
contiene:
  - "By the Sleeping Lagoon" (Eric Coates)
7. "Mars" (Holst)  – 7:23

### Disco quattro
Registrato al Chesterfield Jazz Club, Chesterfield, Regno Unito, 7 settembre 1969
1. "21st Century Schizoid Man"  – 7:57
contiene:
  - "Mirrors"
2. "Drop In" (Fripp, Giles, Lake, McDonald)  – 6:20
3. "Epitaph"  – 7:22
contiene:
  - "March for No Reason"
  - "Tomorrow and Tomorrow"
4. "Get Thy Bearings" (Leitch)  – 18:10
5. "Mantra"  – 5:29
6. "Travel Weary Capricorn"  – 4:54
7. "Improv"  – 4:34
8. "Mars" (Holst)  – 5:37

## Formazione
- Robert Fripp - chitarra
- Greg Lake - basso, voce
- Ian McDonald - tastiere, mellotron, voce
- Michael Giles - batteria, percussioni, voce